# 25374 Harbrucker
A 25374 Harbrucker (ideiglenes jelöléssel 1999 TC178) a Naprendszer kisbolygóövében található aszteroida. A LINEAR projekt keretében fedezték fel 1999. október 10-én.